# Savoia-Marchetti S.57
Savoia-Marchetti S.57 là một loại tàu bay hai tầng cánh của Ý, nó được dùng làm máy bay trinh sát. Do hãng Savoia-Marchetti chế tạo cho Regia Aeronautica sau Chiến tranh thế giới I.

## Quốc gia sử dụng
- Regia Aeronautica

## Tính năng kỹ chiến thuật
Đặc điểm tổng quát
- Kíp lái: 2
- Sải cánh: 11.25 m (36 ft 11 in)
- Trọng lượng có tải: 1.605 kg (3.538 lb)
- Powerplant: 1 × Isotta-Fraschini, 186 kW (250 hp)

Hiệu suất bay
- Vận tốc cực đại: 215 km/h (134 mph)

Vũ khí trang bị
- 1 × súng máy 7,7 mm (.303 in)